# ヤン・マンデイン
ヤン・マンディン（Jan Mandijn、姓は Mandynとも、1500年ころ – 1560年ころ）は主にアントウェルペンで働いた画家である。幻想的で怪異な作風で人気のあったヒエロニムス・ボスの追随者の一人である。

## 略歴
ハールレムで生まれた。1530年までにはアントウェルペンで働くようになっていて1530年から1557年の間、聖ルカ組合に登録されていた。アムステルダムで生まれのピーテル・アールツェン(c.1508-1575)と一時、一緒に働いていた。当時人気の高かったヒエロニムス・ボス(c.1450-1516)の作品の複製や模倣によって成功した。ヒエロニムス・ボスの追随者にはピーテル・フイス(Pieter Huys: c.1519-c.1584)もいた。ヒエロニムス・ボスの作品が特に人気の高かったスペインに送るための作品だと思われる絵画の値段の取り決めを、アントウェルペンの商人とした記録が残っている。怪物や悪魔を描くことになる「聖アントニオスの誘惑」のような題材を好んで描いた。
ネーデルラントの画家たちの伝記を記したカレル・ヴァン・マンデルの著書で取り上げられている。マンデルによればアントウェルペンで没した。
ヒリス・モスタールトやバルトロメウス・スプランヘルはヤン・マンディンの弟子であったとされる。
1552年に現ベルギー、フラームス＝ブラバント州のScherpenheuvel-Zichemにある聖エウスタキウス教会の三連祭壇画のような作品もマンディンの工房は制作した。

## 作品

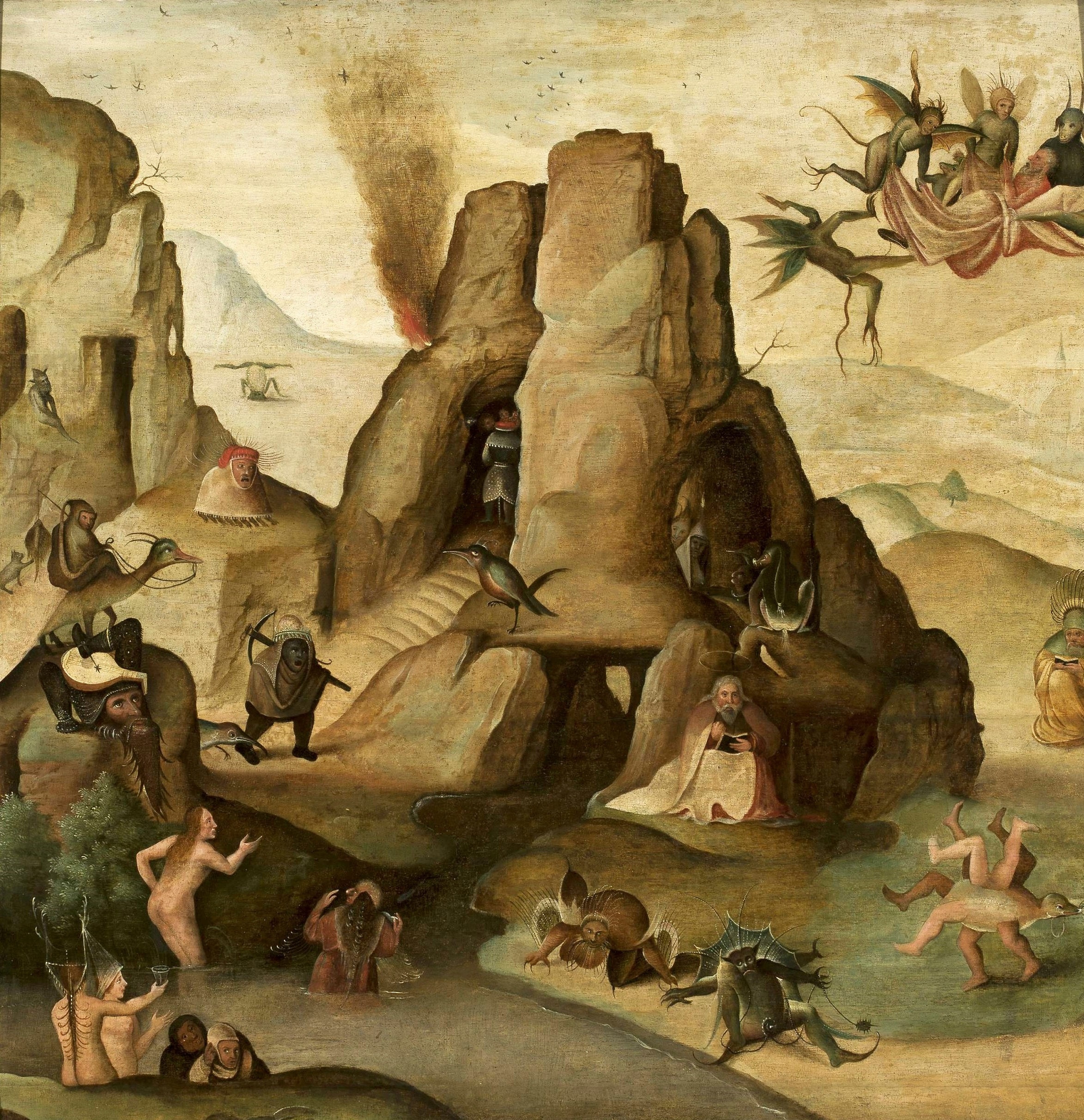
「聖アントニオスの誘惑」 ワルシャワ国立美術館 蔵
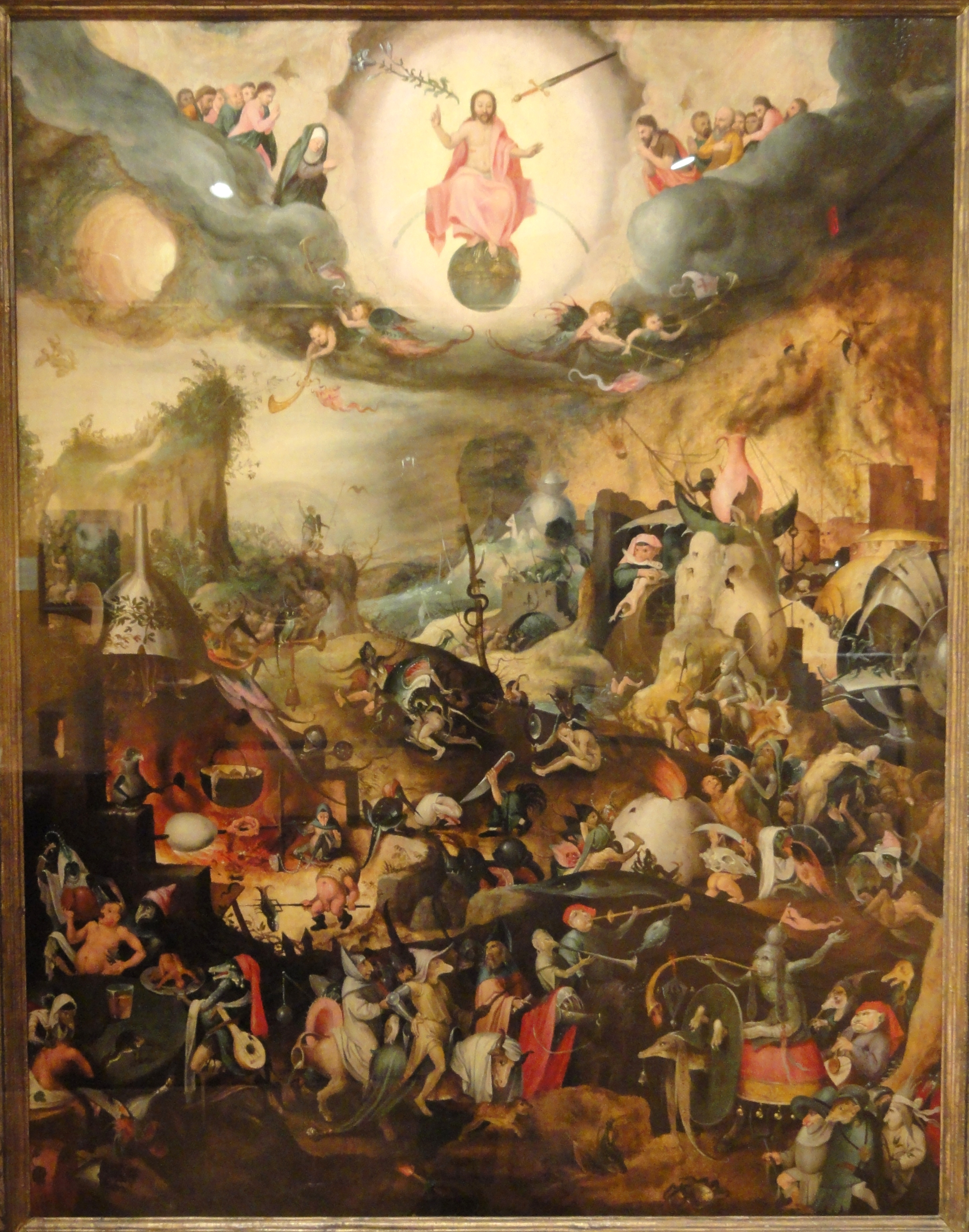
最後の審判
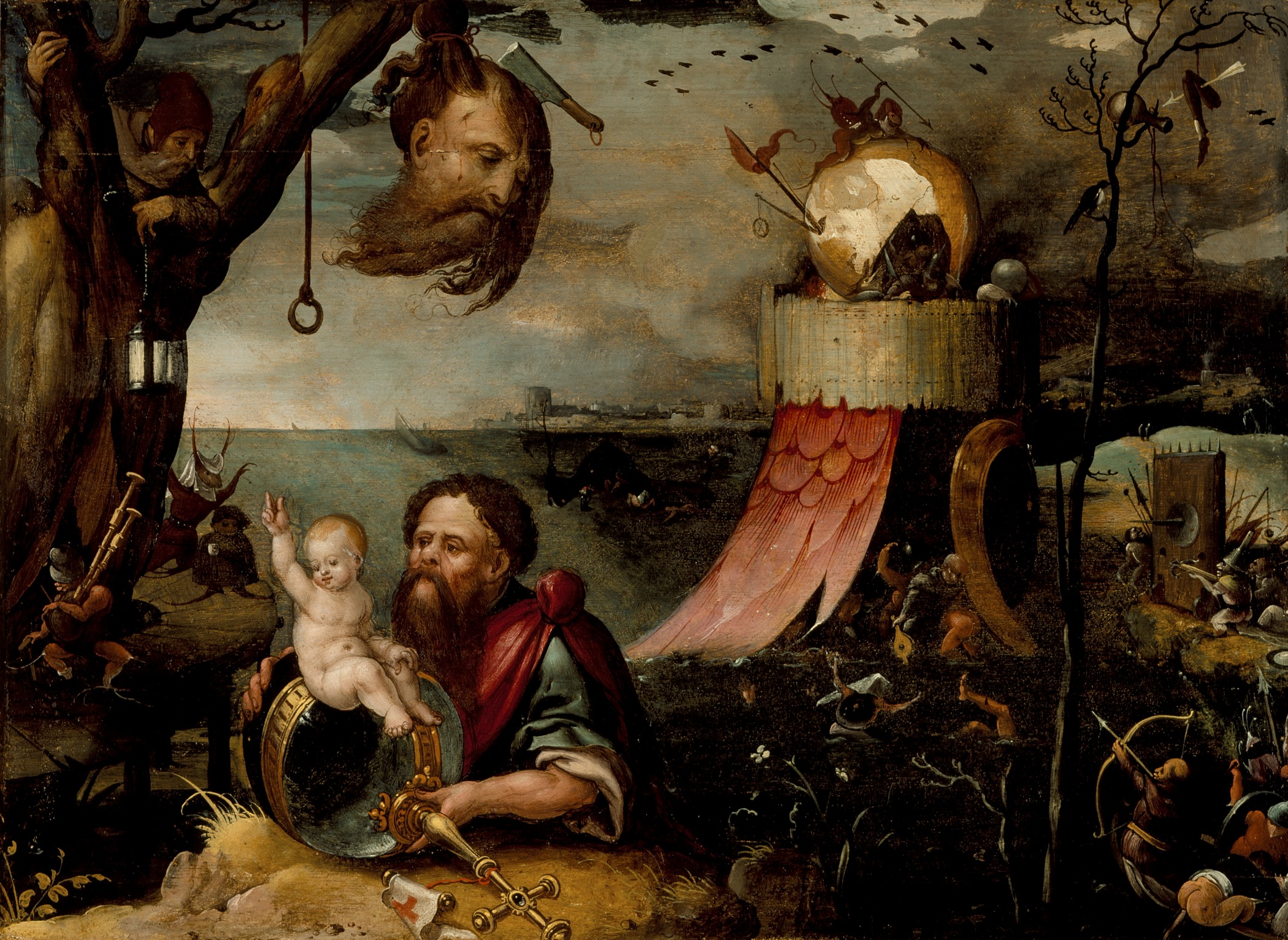
聖クリストフォロスと神の子(部分図) ロサンゼルス・カウンティ美術館 蔵